# ソングス・オブ・エクスペリエンス (U2のアルバム)
ソングス・オブ・エクスペリエンス (Songs of Experience) は、アイルランドのロックバンド、U2が制作した14枚目のスタジオアルバム。2017年12月1日発売。

## 概要
前作『ソングス・オブ・イノセンス』と対になる作品であり、前作が発表された2014年時点で「70%は出来上がっている」と示唆されていた。しかし、ボノが自転車で転倒して腕に大怪我を負い、「Innocence + Experienceツアー」が始まるなどして完成が遅れていった。さらに、イギリスのEU離脱（Brexit）やドナルド・トランプのアメリカ大統領選挙当選といった世界の変動について内容を問い直すため、発売が延期された。
ボノは詳細を明かしていないが、生死にかかわる健康上の問題を経験したことが作品内容に影響したことを語っている。アイルランドの詩人・小説家のブレンダン・ケネリー (Brendan Kennelly) から「自分が死んだかのように書くのだ」という助言を受け、「自分が亡くなった後を想定したラブレター」という形で家族やファン、自分自身への想いを記した。
4曲目と5曲目の間をつなぐのはラッパーのケンドリック・ラマー。ラマーのアルバム『ダム (Damn) 』にはU2のフィーチャリング曲”XXX”が収録されている。ほかにレディ・ガガ、ジュリアン・レノン、ハイムがゲスト参加している。
ジャケット写真はボノの息子イーライ・ヒューソンと、ジ・エッジの娘サイアン・エヴァンスが手をつなぐ写真を使用している（写真家アントン・コービンの撮影）。サイアンはU2の初期のアルバムジャケットに登場した少年のようなヘルメットを被っている。
U2のアルバムとしては8枚目の全米チャート1位を獲得し、U2は1980年代、1990年代、2000年代、2010年代の4つのディケードでアルバム1位を記録した初のグループとなった（ソロではバーブラ・ストライサンド、ブルース・スプリングスティーン、ジャネット・ジャクソンが達成している）。

## 収録曲

### 楽曲一覧
| 全作詞: ボノ。 |                                                                |           |                                                                                  |                                                                              |      |
| #              | タイトル                                                       | 作詞      | 作曲                                                                             | プロデューサー                                                               | 時間 |
| 1.             | 「ラヴ・イズ・オール・ウィ・ハヴ・レフト」                     | ボノ      | U2                                                                               | アンディ・バーロウ                                                           | 2:41 |
| 2.             | 「ベスト・シング」                                             | ボノ      | U2                                                                               | ジャックナイフ・リー、ライアン・テダー、ブレント・クツレ、ジョニー・トーマス | 4:16 |
| 3.             | 「ライツ・オブ・ホーム」                                       | ボノ      | U2、エスティ・ハイム、ダニエル・ハイム、アラナ・ハイム、アリエル・レヒトシェイド | リー、テダー、スティーヴ・リリーホワイト、クツレ                             | 3:45 |
| 4.             | 「ゲット・アウト・オブ・ユア・オウン・ウェイ」                 | ボノ      | U2                                                                               | テダー、リリーホワイト、クツレ、トーマス、リー                               | 3:58 |
| 5.             | 「アメリカン・ソウル」                                         | ボノ      | U2                                                                               | リー、トーマス、デクラン・ギャフニー                                         | 4:21 |
| 6.             | 「サマー・オブ・ラヴ」                                         | ボノ      | U2                                                                               | テダー、クツレ、リー                                                         | 3:24 |
| 7.             | 「レッド・フラッグ・デイ」                                     | ボノ      | U2                                                                               | レダー、リリーホワイト、クツレ、バーロウ                                     | 3:19 |
| 8.             | 「ザ・ショウマン（リトル・モア・ベター）」                     | ボノ      | U2                                                                               | テダー、リリーホワイト、リー                                                 | 3:23 |
| 9.             | 「ザ・リトル・シングス・ザット・ギヴ・ユー・アウェイ」         | ボノ      | U2                                                                               | トーマス、バーロウ                                                           | 4:55 |
| 10.            | 「ランドレディ」                                               | ボノ      | U2                                                                               | リー、テダー、バーロウ                                                       | 4:01 |
| 11.            | 「ザ・ブラックアウト」                                         | ボノ      | U2                                                                               | リー、テダー、クツレ                                                         | 4:45 |
| 12.            | 「ラヴ・イズ・ビガー・ザン・エニシング・イン・イッツ・ウェイ」 | ボノ      | U2                                                                               | リー                                                                         | 4:00 |
| 13.            | 「13（ゼア・イズ・ア・ライト」                                 | ボノ      | U2                                                                               | テダー、ポール・エプワース                                                   | 4:19 |
| 合計時間:      | 合計時間:                                                      | 合計時間: | 合計時間:                                                                        | 51:07                                                                        |      |

| #         | タイトル                                                                | 作詞      | 作曲       | プロデューサー                             | 時間 |
| --------- | ----------------------------------------------------------------------- | --------- | ---------- | ------------------------------------------ | ---- |
| 14.       | 「オーディナリー・ラヴ (エクストラオーディナリー・ミックス)」           |           | U2、マウス | デンジャー・マウス、エプワース、ギャフニー | 3:47 |
| 15.       | 「ブック・オブ・ユア・ハート 」                                         |           | U2         | バーロウ                                   | 3:55 |
| 16.       | 「ライツ・オブ・ホーム (セント・ピーターズ・ストリング・ヴァージョン)」 |           | U2         | テダー、リー、クツレ、トーマス             | 4:33 |
| 17.       | 「ベスト・シング (U2 VS カイゴ)」                                       |           | U2         | リー、Kygo                                 | 4:16 |
| 18.       | 「ザ・ブラックアウト (ジャックナイフ・リー・リミックス)」               |           | U2         | リー                                       | 7:18 |
| 合計時間: | 合計時間:                                                               | 合計時間: | 合計時間:  | 74:57                                      |      |

※＃14〜17は日本盤および海外デラックス盤のボーナストラック。＃18は日本盤ボーナストラック。

### 楽曲解説
- ラヴ・イズ・オール・ウィ・ハヴ・レフト (Love Is All We Have Left)
『No Line on the Horizon』のアウトテイク。初出は2006年のボノのテレビインタビューで、「ブロードウェイ風」「フランク・シナトラぽい」と述べられていた。また2008年のサンデー・ミラーのインタビューでも「『No Line on the Horizon』に収録される可能性がある」と述べられている。また2016年9月にエッジの妻・モーリーンがInstagramに眠っている猫の写真をアップした際、その後ろでこの曲のクリップが流れたことがある（その写真はすぐに削除された）。[9]
ボノは「Nothing to stop this being the best day ever」というこの曲の最初の歌詞を「U2のアルバムで一番好きな出だし」と評し、「Seven billion stars in her eyes / So many stars / So many ways of seeing / Hey this is no time not to be alive」の部分を「innocenceがexperienceを知らせているところ」と評し、「Love and love is all we have left / A baby cries on a doorstep / Love is all we have left」の部分は月にいるフランク・シナトラになった気持ちで歌っているのだという。[10]
批評家筋にはThe XX風ともBon Iver風とも評されている。[11]
- サマー・オブ・ラヴ (Summer Of Love)
「Red Flag Day」とともにシリア問題をテーマにした曲。ボノとエッジが南フランスのエズで休暇を取っていた時、この目の前にある海で命を賭けている難民の人々がいることに気づいて書いた曲なのだという。が、ボノとしては戦争物ではなく、「頭上に暗雲がたちこめたロマンチックな曲」を書いたつもりなのだという。[12]
バックコーラスにレディー・ガガとライアン・テダーをフィーチャーしている。この曲でプロデューサーを務めたライアン・テダーは、2022年、自身のバンドOneRepublicの「Weast Coast」という曲のサビで、この曲をサンプリングしている。
「Robin Schulz Remix」「TILT & Danny Stubbs Perfecto Remix 」「Beach Me' Howie B Remix」「HP. Hoeger Rusty Egan Driftaway Mix」「Hardwell Mix Edit」「Ralphi Rosario Dub Edit」「 MINDSKAP Remix 」「DJLW Radio」と様々なリミックスが作られた。
- レッド・フラッグ・デイ (Red Flag Day)
「Summer of Love」とともにシリア問題をテーマにした曲。ボノとエッジが南フランスのエズで休暇を取っていた時、この目の前にある海で命を賭けている難民の人々がいることに気づいて書いた曲なのだという。
- ザ・ショウマン（リトル・モア・ベター）（The Showman (Little More Better)）
ボノからオーディエンスに宛てた曲。「パフォーマーを信じすぎるのもまずいよ」という内容。
- ザ・リトル・シングス・ザット・ギヴ・ユー・アウェイ (The Little Things That Give You Away)
元は『How to Dismantle an Atomic Bomb』のセッションの時に作られた「Lead Me In The Way I Should Go」という曲。その後「The Morning After Innocence」という曲になり、最終的にこの曲になった。曲の内容はInnocence時代の自分との会話。[13]
アルバムリリースに先立つ2017年5月12日、The Joshua Tree 2017ツアー・バンクーバー公演で披露された。アルバム収録曲で初めて公にされた曲である。
2017年12月17日、ロサンゼルスのネプチューン・ヴァレーで録音したヴァージョンをマービン・ゲイの「What's Going On」のカバーとともにSpotifyで公開した。
- ランドレディ (Landlady)
「ベスト・シング」と同じボノからアリに宛てた手紙となっている。「Landlady」とは女主人とかおかみさんという意味であるが、アリをこう呼ぶのは下積み時代にアリが家賃を払ってくれたいたからだそう。
- 13（ゼア・イズ・ア・ライト）（13 (There is A Light)）
『Songs of Innocence』に収録されている「Song For Someone」のメロディと歌詞が再び使用されている。